# Аквамен (фільм)
«Аквамен» (англ. Aquaman) — американський супергеройський фільм, який базується на серії коміксів однойменного персонажа видавництва DC Comics. Фільм став шостим проєктом у рамках розширеного всесвіту DC. Фільм вийшов у таких форматах як RealD 3D, Dolby Cinema та IMAX 3D 21 грудня 2018 року.
Прем'єра фільму в Україні відбулася 13 грудня 2018 року.

## Сюжет
Увесь фільм є персональною історією, яка розповідається закадровим голосом Аквамена.
Доглядач маяка Томас Каррі під час шторму знаходить у воді жінку в дивному одязі. Отямившись, спантеличена жінка розповідає, що вона Атланна — королева підводного царства Атлантиди, котра втекла від насильного одруження з царем Орваксом. Давши їй прихисток на маяку, Томас турбується про Атланну, вони закохуються одне в одного і з часом в них народжується син Артур. Одного разу на маяк вриваються посланці з Атлантиди та вимагають аби Атланна повернулася. Атланна вступає з ними в бій, але врешті визнає, що її чоловік та син будуть у небезпеці та погоджується повернутись в підводне царство.
Артур володіє здатністю дихати під водою, радник царя Атлантиди, Нуйдіс, потай навчає його битися та виживати в морі, обіцяючи в майбутньому зустріч із матір'ю. Під час екскурсії з класом в океанарій з Артура насміхаються однокласники. Хлопчик відкриває у собі силу спілкуватися з рибами та змушує акулу налякати кривдників. Поступово Артур сумнівається чи його мати жива. Нуйдіс зізнається, що Орвакс, дізнавшись про народження нею напіватланта, напівлюдини, приніс її в жертву, скинувши в населену чудовиськами ущелину. Розлючений на атлантів Артур відрікається від зв'язків з Атлантидою і береться допомагати жителям суші, нарікши себе Акваменом.
Одного разу Аквамен рятує екіпаж російського підводного човна, захопленого піратами Джессі Кейна та його сином Девідом. Аквамен рятує екіпаж, але відмовляється, попри благання Девіда, врятувати Джессі, позаяк той вбивав невинних. Девід замислює помсту Аквамену. Тим часом брат Артура, принц Орм, стурбований забрудненням океану і битвами супергероїв на суші. Він будує плани підкорити всі царства підводного народу, завоювати сушу та панувати над усім світом. Орм підмовляє піратів атакувати Атлантиду, щоб запевнити народ в реальності загрози, збирає військо і насилає на узбережжя в усьому світі цунамі, що викидає на береги накопичене в морі сміття.
Наречена Орма і донька царя Нерея, Мера, прагне запобігти війні та розшукує Аквамена. Вона переконує Артура, що той повинен заперечити право Орма на трон і перемогти його. Спочатку Артур відмовляється брати участь в політичній грі підводного народу, та коли цунамі ледь не вбиває його батька, погоджується вирушити в океан. Мера проводить Артура в Атлантиду — найбільше царство підводного народу, де їх зустрічає Нуйдіс. Королівський радник розповідає, що єдиний спосіб завоювати визнання народу — це Тризуб Атлана — зброя першого царя Атлантиди. Тризуб міг контролювати моря і їх жителів, але при спробі збільшити його силу сталася катастрофа. Атлантида затонула, частина її народу отримала здатність дихати під водою, та частина перетворилася на рибоподібних чудовиськ. Атлан пішов у вигнання, сховавши Тризуб у таємному місці. Єдина вказівка на це місце — циліндр з символікою Пустельного царства. Артура виявляє сторожа і приводить до Орма, котрому він кидає виклик. Однак, Орм швидко долає брата і мало не вбиває його. Мера рятує Аквамена та разом вони тікають від переслідування. Тоді Орм наймає Девіда Кейна, щоб той убив Артура. Він дає пірату високотехнологічну зброю та костюм. Девід фарбує їх у чорний колір та називає себе Чорною Мантою на честь прізвиська діда-пірата.
Аквамен з Мерою дістаються до Сахари, де знаходять поховане під пісками місто. В кузні, де Атлан викував свій тризуб, Мера вставляє циліндр у механізм, який відтворює послання Атлана про те, що підказка схована «на дні пляшки» в руках «істинного царя». Маючи карту, Мера радить вирушити на Сицилію. Там Артур здогадується, що пляшку слід вкласти в руки статуї першого царя Риму, а коли поглянути всередину, крізь дно пляшки буде видно місце розташування Тризуба. В цей час прибуває Чорна Манта в супроводі солдатів Орма. Вони полюють на Аквамена, але врешті той ламає костюм Манти, а Мера долає солдатів. Орм залякуваннями приєднує до себе царство риболюдей і викриває, що його радник служив Аквамену. Нуйдіс перед ув'язненням заявляє Орму, що Артур достойніший бути царем Атлантиди.
Мера лікує рани Артура на борту викраденого човна. На шляху до Тризуба на них нападають Дикі. Артур помічає, що вони бояться світла і відлякавши їх фальшфейєрами, пірнає з Мерою в глибини моря. Їх затягує у вир, що виносить Артура до печери. Там він зустрічає свою матір, яка пережила жертвопринесення. Вона пишається сином і повідомляє де сховано Тризуб, але застерігає, що зброю охороняє чудовисько Каратен. Аквамен вирушає до храму Тризубця, де стикається з Каратеном. Чудовисько каже, що ніхто ще не був гідний взяти Тризуб і запитує як він, напівкровний, посмів прибути сюди. Артур відповідає — він бореться за мир і в морі, і на суші, а не за владу. Вражене цими словами, чудовисько дає йому шанс і Артур бере Тризуб і здобуває його силу.
Коли Орм іде війною на інше царство підводного народу, прибуває Артур з безліччю морських істот на своєму боці. Дикі і Каратен визнають його істинним правителем, борючись з Ормом. Мера звільняє з ув'язнення Нуйдіса, тоді як Артур вступає у двобій з Ормом на піднятому з дна кораблі. Тепер він здобуває перемогу, але відмовляється добити брата. Атланна каже, що любить обох своїх дітей і вони не повинні ворогувати. Нуйдіс бере Орма під варту, щоб судити згідно з законом. Аквамен обіцяє поговорити з братом після битви.
Всі царства підводного народу визнають Артура своїм царем. Атланна повертається до Томаса, а їхній син розповідає історію їх кохання, що пройшла крізь десятиліття.
У сцені після титрів виявляється, що Девід Кейн вижив. Одержимий пошуками Атлантиди вчений Стівен Шін просить розповісти про її жителів і технології. Девід погоджується, але в обмін на голову Аквамена.

## У ролях
| Актор                                          | Роль                              |
| ---------------------------------------------- | --------------------------------- |
| Джейсон Момоа                                  | Артур Каррі / Аквамен             |
| Ембер Герд                                     | Мера                              |
| Патрік Вілсон                                  | Орм Маріус / Володар Океану       |
| Ніколь Кідман                                  | Атланна                           |
| Віллем Дефо                                    | Нуйдіс Вулко                      |
| Яг'я Абдул-Матін II                            | Чорна Манта                       |
| Темуера Моррісон                               | Томас Каррі                       |
| Дольф Лундгрен                                 | Король Нерей                      |
| Джимон Гонсу                                   | Ріку                              |
| Майкл Біч                                      | Джесс                             |
| Луді Лін                                       | Генерал Мерк                      |
| Софія Емберсон-Бейн                            | Гід                               |
| Ілля Мельніков                                 | Капітан                           |
| Лі Воннелл                                     | Пілот                             |
| Тейнуі Кірквуд, Темор Кірквуд та Дензель Квірк | Артур Каррі (у дитинстві)         |
| Отіс Дганджі та Кекоа Кекумано                 | Артур Каррі (у підлітковому віці) |

## Український дубляж
Переклад виконано студією Postmodern на замовлення Kinomania.
- Переклад — Олег Колесніков
- Режисер дубляжу — Ганна Пащенко
- Звукорежисер — Олександр Мостовенко
- Керівниця відділу дублювання — Ірина Туловська
- Координатор проєкту — Юлія Кузьменко
- Ролі дублювали:
  - Сергій Кияшко — Артур Каррі / Аквамен
  - Юлія Перенчук — Мера
  - Іван Розін — Король Орм
  - Ірина Ткаленко — Атланна
  - Олег Стальчук — Вулко
  - Петро Сова — Чорна Манта
  - Михайло Кришталь — Том
  - Євген Сінчуков — Король Нерей
  - Кирило Нікітенко — Джесс
  - Павло Голов — Генерал Мерк
  - Володимир Терещук — Король Хвилеграй
  - В'ячеслав Хостікоєв — Артур Каррі (у дитинстві)
  - Акмал Гурезов — Доктор Шин
  - Віктор Григор'єв — Артур Каррі (у підлітковому віці
  - Катерина Брайковська — гід
  - Ігор Волков — капітан
  - Людмила Петриченко — репортерка
  - Михайло Войчук — Майка Олмен, ведучий на ТБ
  - А також: Дмитро Тварковський, Вікторія Москаленко, Олексій Череватенко, Роман Молодій, Вікторія Хмельницька, Дмитро Шапкін, Ірина Дорошенко, Юрій Гребельник, Андрій Мостренко, Роман Солошенко, Дмитро Павленко, Ілона Бойко, Ксенія Лук'яненко та інші.

## Виробництво

### Знімання
Знімання почали в Австралії 2 травня 2017 року, під робочою назвою «Ахава». Велика частина фільму знімалася компанією Village Roadshow Studios на Голд-Кост, Квінсленд. Знімання відбувалося на Ньюфаундленді, Сицилії та у Тунісі. На зніманні підводного ряду, Ван заявив, що «підводний світ дуже складний», і «його не легко знімати». 11 серпня 2017 року почали знімання Артура Каррі на маяку в точці Гастінгс у Новому Південному Уельсі, яке завершили у вересні того ж року.

### Постпродакшн
П'ятикратний співробітник Джеймса Вана Кірк Моррі служить монтажером фільму. Дворазовий володар премії «Оскар» Чарльз Гібсон («Бейб» і «Пірати Карибського Моря: Помста Салазара») і Кельвін Макілвейн (серія фільмів «Форсаж») виступають у якості відповідних за візуальні ефекти. Rodeo FX, Scanline VFX, Moving Picture Company (MPC), Industrial Light & Magic (ILM), Method Studios і Weta Digital будуть надавати візуальні ефекти фільму.

### Музика
7 березня 2018 року Руперт Ґреґсон-Вільямс був оголошений композитором фільму. Греґсон-Вільямс раніше написав саундтрек для «Диво-жінки», четвертого фільму розширеного всесвіту DC.

## Рекламна кампанія

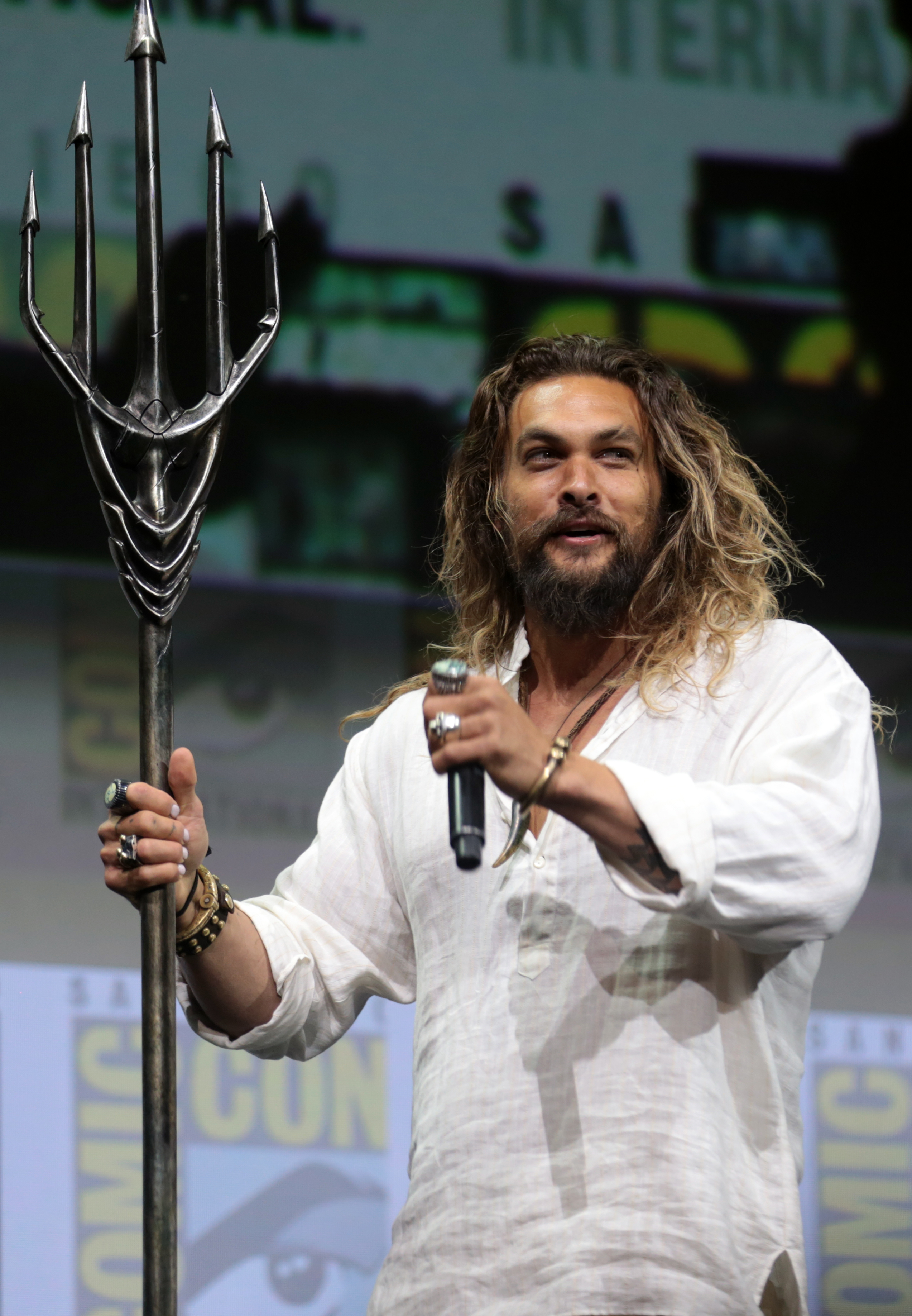
Джейсон Момоа виступає в 2017 році на SDCC.

У березні 2017 року перший погляд на Аквамена був показаний до знімання фільму, а саме, під час конференції на CinemaCon у Лас-Вегасі, штат Невада. Момоа представив відео режисера Джеймса Вана, яке демонструє концепти та ідеї фільму.

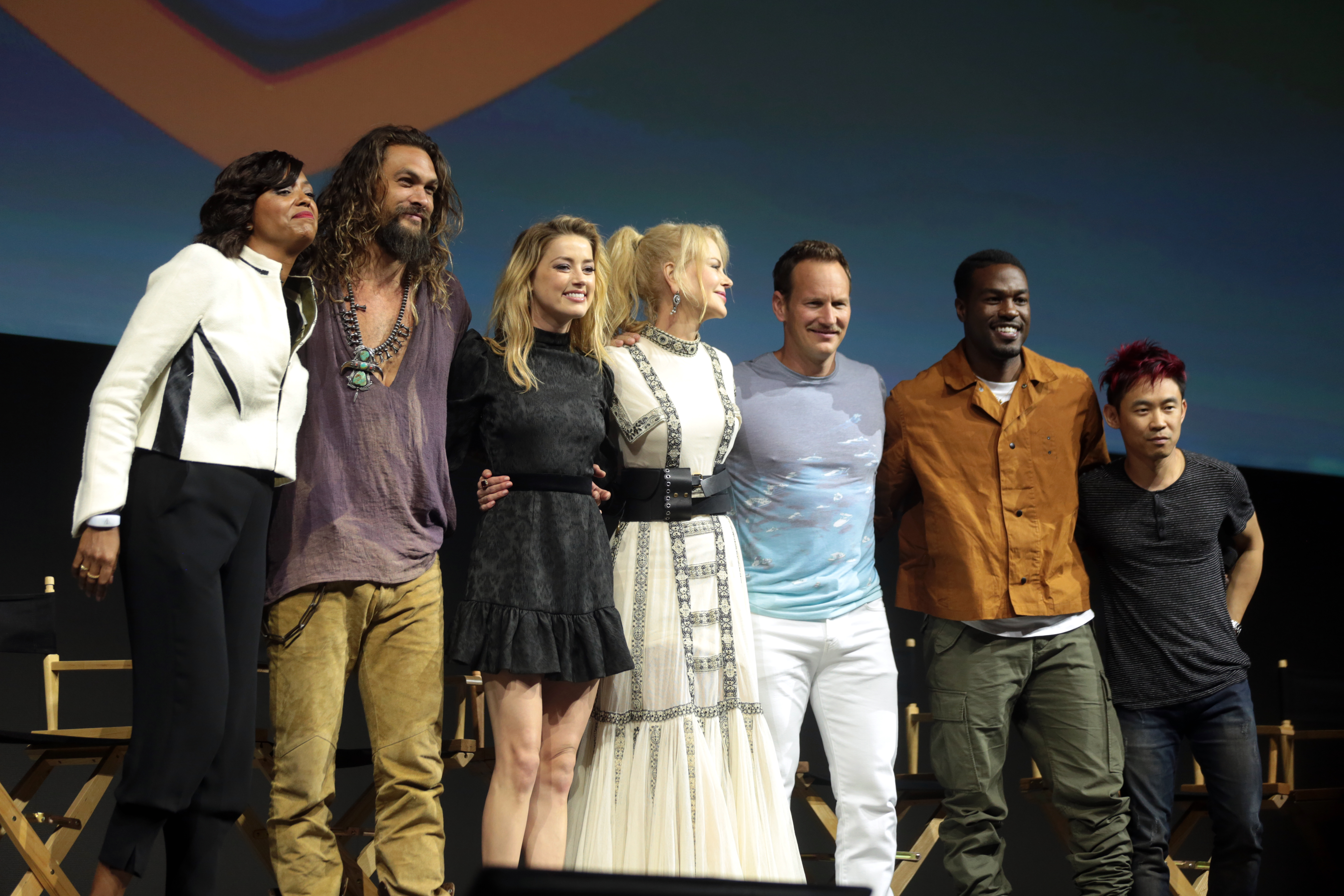
Айша Тайлер, Джейсон Момоа, Ембер Герд, Ніколь Кідман, Патрік Вілсон, Ях'я Абдул-Матін II та Джеймс Ван на SDCC 2018.

22 липня, перші кадри та тизер фільму дебютували на SDCC 2017, представлені Момоа під час панелі Warner Bros. у Залі H; режисер Джеймс Ван представив кадри, заявивши, що «Багато у чому це історія походження», посилаючись на фільм.
У квітні 2018 року ще один тизер з новими грубими кадрами був показаний Ваном та Момоа, на CinemaCon, до яких приєдналися Ембер Герд, Патрік Вілсон і Яг'я Абдул-Матін II на сцені. В інтерв'ю Entertainment Weekly під час заходу Ван дражнив конфлікт між Артуром Каррі та його зведеним братом і головним антагоністом фільму Орм / Окенський Майстер, заявивши, що «Це майже класична Шекспірівська історія про брата з іншого світу проти брата з іншого світу. І це дійсно класична історія суперництва братів і сестер».
11 червня 2018 року перший трейлер фільму був представлений на конференції європейських експонентів CineEurope в Барселоні. Перші погляди на таких персонажів як: Чорна Манта, Повелитель Орм, Королева Атланти та Кудіс Вулко; були показані Entertainment Weekly 14 червня 2018 року.
Прем'єра першого трейлера відбулася на SDCC 2018. Актори також з'явилися як гості на нічному ток-шоу Conan з Конаном О'браєном під час SDCC, у неділю, 22 липня.

### Промоматеріали у мережі
- Постери:

1. 16 липня 2018 року, був опублікований офіційний тизер-постер.[19] 17 липня опублікували локалізовану версію.[20]
2. 4 жовтня з'явився повноцінний постер.[21]
3. 7 листопада були опубліковані персональні постери персонажів.[22]

- Трейлери:

1. 21 липня 2018 року, пізно ввечері, вийшов перший трейлер.[23] Вранці, наступного дня, був опублікований трейлер в українському дубляжі.[24]
2. 5 жовтня вийшов п'ятихвилинний розширений футаж[25].[26]
3. 19 листопада вийшов фінальний трейлер фільму.[27]